# 谷口広紀
谷口 広紀（たにぐち ひろき、1981年1月 - ）は、テレビ番組・映画の音楽プロデューサー・サウンドデザイナー・選曲・音響効果・音楽制作者である。
2005年にヴェントゥオノに入社。2015年に、映画 図書館戦争 THE LAST MISSIONで日本映画に初めて、ドルビーサラウンド7.1を導入した。2018年にゼロウェイブを創立した。

## ドラマ作品

### テレビドラマ
- ドラゴン桜（2005年、TBS）
- 火垂るの墓―ほたるのはか―（2005年、日本テレビ）
- 医龍-Team Medical Dragon-（2006年、フジテレビ）
- 14才の母（2006年、日本テレビ）
- 東京タワー　オカンとボクと、時々、オトン（2007年、フジテレビ）
- ライフ（2007年、フジテレビ）
- ホタルノヒカリ（2007年、日本テレビ）
- ラスト・フレンズ（2008年、フジテレビ）
- JIN-仁-（2008年、TBS）
- BLOODY MONDAY（2008年、TBS）
- 任侠ヘルパー（2009年、フジテレビ）
- 私が恋愛できない理由（2011年、フジテレビ）
- JIN-仁- 完結編（2011年、TBS）
- 南極大陸（2011年、TBS）
- ラスト・シンデレラ（2013年、フジテレビ）
- 僕のいた時間（2014年、フジテレビ）
- 問題のあるレストラン（2015年、フジテレビ）
- 黒い十人の女（2016年、読売テレビ）
- いつかこの恋を思い出してきっと泣いてしまう（2016年、フジテレビ）
- 脳にスマホが埋められた!（2017年、読売テレビ）
- 刑事ゆがみ（2017年、フジテレビ）
- ブラックリベンジ（2017年、読売テレビ）
- 義母と娘のブルース（2018年、TBS）
- グッドドクター（2018年、フジテレビ）
- Jimmy～アホみたいなホンマの話～（2018年、Netflix）
- スキャンダル専門弁護士 QUEEN（2019年、フジテレビ）
- 東京二十三区女（2019年、WOWOW）
- 俺のスカート、どこ行った?（2019年、日本テレビ）
- シロでもクロでもない世界で、パンダは笑う。（2020年、日本テレビ）
- 浦安鉄筋家族（2020年、テレビ東京）
- 私の家政夫ナギサさん（2020年、TBS）
- 岸辺露伴は動かない（2020年、NHK）
- おじさまと猫（2021年、テレビ東京）
- 天国と地獄～サイコな２人～（2021年、TBS）
- 彼女はキレイだった（2021年、関西テレビ）
- 金田一少年の事件簿（2022年、日本テレビ）
- インビジブル（2022年、TBS）
- 魔法のリノベ（2022年、関西テレビ）
- silent（2022年、フジテレビ）
- ノンレムの窓（2022年、日本テレビ）
- 舞妓さんちのまかないさん（2023年1月12日、Netflix）
- 合理的にあり得ない～探偵・上水流涼子の解明～（2023年、関西テレビ）
- CODE-願いの代償-（2023年、日本テレビ）
- アオハライド（2023年、WOWOW）
- ウソ婚（2023年、関西テレビ）
- ケンシロウによろしく（2023年、DMM TV）
- いちばんすきな花（2023年、フジテレビ）
- アンメット ある脳外科医の日記（2024年、関西テレビ）
- 海のはじまり（2024年、フジテレビ）

## 映画作品
- 下弦の月〜ラスト・クォーター(2004年、松竹)
- エリ・エリ・レマ・サバクタニ（2005年）
- 明日の記憶（2006年、東映）
- 大帝の剣（2007年、東映）
- ヒートアイランド（2007年、ザナドゥー）
- 特命係長 只野仁 最後の劇場版（2008年）
- 呪怨 白い老女（2009年）
- 呪怨 黒い少女（2009年）
- ROOKIES -卒業-（2009年、東宝）
- カイジ人生逆転ゲーム(2009年、東宝)
- カイジ２人生奪回ゲーム(2011年、東宝)
- 麒麟の翼 〜劇場版・新参者〜（2012年1月28日公開、東宝）
- 映画 ホタルノヒカリ（2012年、東宝）
- 劇場版 タイムスクープハンター(2013年、ギャガ)
- マダム・マーマレードの異常な謎（2013年、テレビ東京）
- ガッチャマン（2013年、東宝）

- 万能鑑定士Q モナ・リザの瞳(2014年、東宝)
- 図書館戦争 -THE LAST MISSION-（2015年）
- アイアムアヒーロー(2016年、東宝)
- デスノート Light up the NEW world(2016年、ワーナー・ブラザーズ映画)
- 劇場版 新・ミナミの帝王(2016年、KATSU-do)
- 祈りの幕が下りる時(2018年、東宝)
- Bの戦場(2018年、KATSU-do)
- 劇場版 ファイナルファンタジーXIV 光のお父さん(2019年、ギャガ)
- 約束のネバーランド(2020年、東宝)
- 記憶屋 あなたを忘れない(2020年、松竹)
- おとなの事情 スマホをのぞいたら(2021年、ソニー・ピクチャーズエンタテインメント)
- 地獄の花園(2021年、ワーナー・ブラザーズ映画)
- ウェディング・ハイ（2022年、松竹）
- バイオレンスアクション（2022年、SONY PICTURES）
- 岸辺露伴 ルーヴルへ行く（2023年、アスミックエース）
- Gメン（2023年、東映）
- 裏社員。-スパイやらせてもろてます‐（2025年5月2日、松竹）
- かくかくしかじか（2025年5月16日、ワーナー・ブラザース映画）
- 岸辺露伴は動かない 懺悔室（2025年5月23日、アスミック・エース）

## ゲーム作品
- Xenosaga EPISODE II 善悪の彼岸（2004年、ナムコ）
- メタルギアソリッド3 スネークイーター（2004年、KONAMI）
- ファイナルファンタジーXIII（2009年、スクウェアエニックス）
- メタルギアソリッド ピースウォーカー（2010年、KONAMI）
- 魔人と失われた王国（2011年、バンダイナムコ）
- Dragon's Dogma（2012 年、カプコン）
- メタルギアソリッドV ファントムペイン(2015年、KONAMI)
- ゼルダの伝説 ブレス オブ ザ ワイルド(2017年、任天堂)
- スーパーマリオ オデッセイ(2017年、任天堂)
- メタルギア サヴァイヴ（2018年、KONAMI）
- ニーア レプリカント ver.1.22474487139...（2021年、スクウェアエニックス）
- モンスターハンターストーリーズ2  破滅の翼（2021年、カプコン）
- ゼルダの伝説 ティアーズ オブ ザ キングダム（2023年、任天堂）
- スーパーボンバーマン R（2023年9月14日発売、KONAMI）
- DRAGON'S DOGMA II（2024年3月22日発売、CAPCOM）